# Mircea Saucan
Mircea Săucan (París, Francia, 5 de abril de 1928 - Nazareth Illit, Israel, 13 de abril de 2003) fue un director y escritor de origen rumano. Emigró en el año 1987 a Israel.

## Biografía
Nacido en París en 1928 hijo de un padre rumano (Alexandru Săucan) y una madre hebrea (Tereza Solomon). Inicialmente, su familia se mudó a Praga donde sus padres se casaron oficialmente para más tarde, en 1934, establecerse en Rumanía en la ciudad de Carei. 
Siguiendo el dictado de Viena, la familia se refugió entre 1940 - 1944 en Sibiu y Sighișoara. 
Entre 1948 y 1952 estudió dirección en el Instituto de Moscú de la Unión de Cinematografía. Uno de sus profesores, aunque por poco tiempo, fue Eisenstein.
Se casó en 1959 con Suzana (Juja) Roth, con la que tuvo un hijo en 1961 llamado Emil.
Originalmente, su ideología era sinceramente procomunista aunque esta va desapareciendo rápidamente para transformarse en un pícaro por el tema de la calidad artística no conformista de las películas y de su prosa. Decide emigrar en 1987 a Israel después de siete años de desempleo forzoso y la muerte de sus dos padres.

## Filmografía
- Pe drumul libertății (1954)
- Casa de pe strada noastră (1957)
- Pagini de vitejie (1959)
- Când primăvara e fierbinte (1960)
- Țărmul n-are sfârșit (1962)
- Meandre (1966)
- 100 de lei (1973)
- Le retour (1994) - cortometraje producido por el Ministerio de Asuntos Exteriores francés.